# Рабен-Левецау, Фредерик
Фредерик Кристофер Отто, граф Рабен-Левецау (дат. Frederik Christopher Otto lensgreve Raben-Levetzau; 27 мая 1850, Леккенде, Вордингборг, Дания  — 5 мая 1933, замок Ольхолм, Гульборгсунн, Дания) — датский аристократ и государственный деятель, министр иностранных дел Дании (1905—1908).

## Биография
Родился в семье графа Иосии Рабен-Левезау (1796—1889) и Зигфриды Викторины Рабен-Леветзау, урожденной Крог (1823—1898). Был женат на американке Лили Сюзанн Моултон (1864—1946).
В 1877 г. он получил степень кандидата политических наук и стал сотрудником министерства иностранных дел. С 1877 по 1878 г. был атташе датского посольства в Париже, а с 1879 по 1881 г. — в Вене. В 1900 г. являлся генеральным комиссаром Дании во Всемирной выставке в Париже (1900).
В 1905—1908 гг. — министр иностранных дел Дании. Подал в отставку после раскрытия коррупции министра юстиции Петера Альберти.
Имел титул придворного охотника и камергера.
В 1905 г. был избран вице-президентом географического общества, а с 1914 по 1927 г. являлся его почетным президентом. Также был членом Совета фермерского банка. Являлся членом совета Фонда Рабена-Леветзауске, президентом Копенгагенского Гольф Клуба и Комитета по участию Дании в летних Олимпийских играх в Афинах (1896). Возглавлял Датский автомобильный клуб.
Был одним из крупнейших землевладельцев Дании.

## Награды и звания
- Большой крест с бриллиантом ордена Данеброг (Дания) (1930)
- Офицер ордена Академических пальм (Франция)
- Офицер ордена Почётного легиона (Франция)
- Большой крест ордена Спасителя (Греция)
- Большой крест ордена Святого Олафа (Норвегия)
- Большой крест ордена Красного орла (Пруссия)
- орден Белого орла (Российская империя)
- Кавалер ордена Белого слона 1-го класса (Сиам)
- Большой крест ордена Карлоса III (Испания)
- Командор ордена Британской империи
- Командор ордена Вазы (Швеция)
- Командор Императорского ордена Франца Иосифа (Австрия)

## Биография
- Helge Larsen: Frederik Raben-Levetzau. In: Svend Cedergreen Bech, Svend Dahl (Hrsg.): Dansk biografisk leksikon. Begründet von Carl Frederik Bricka, fortgesetzt von Povl Engelstoft. 3. Auflage. Band 11: Olsen–Rask. Gyldendal, Kopenhagen 1982, ISBN 87-01-77472-7
- HVEM-HVAD-HVOR 1934, Politikens Forlag, København 1933.
- Kraks Blaa Bog 1910 og 1929